# Bitwa pod Sardarapatem

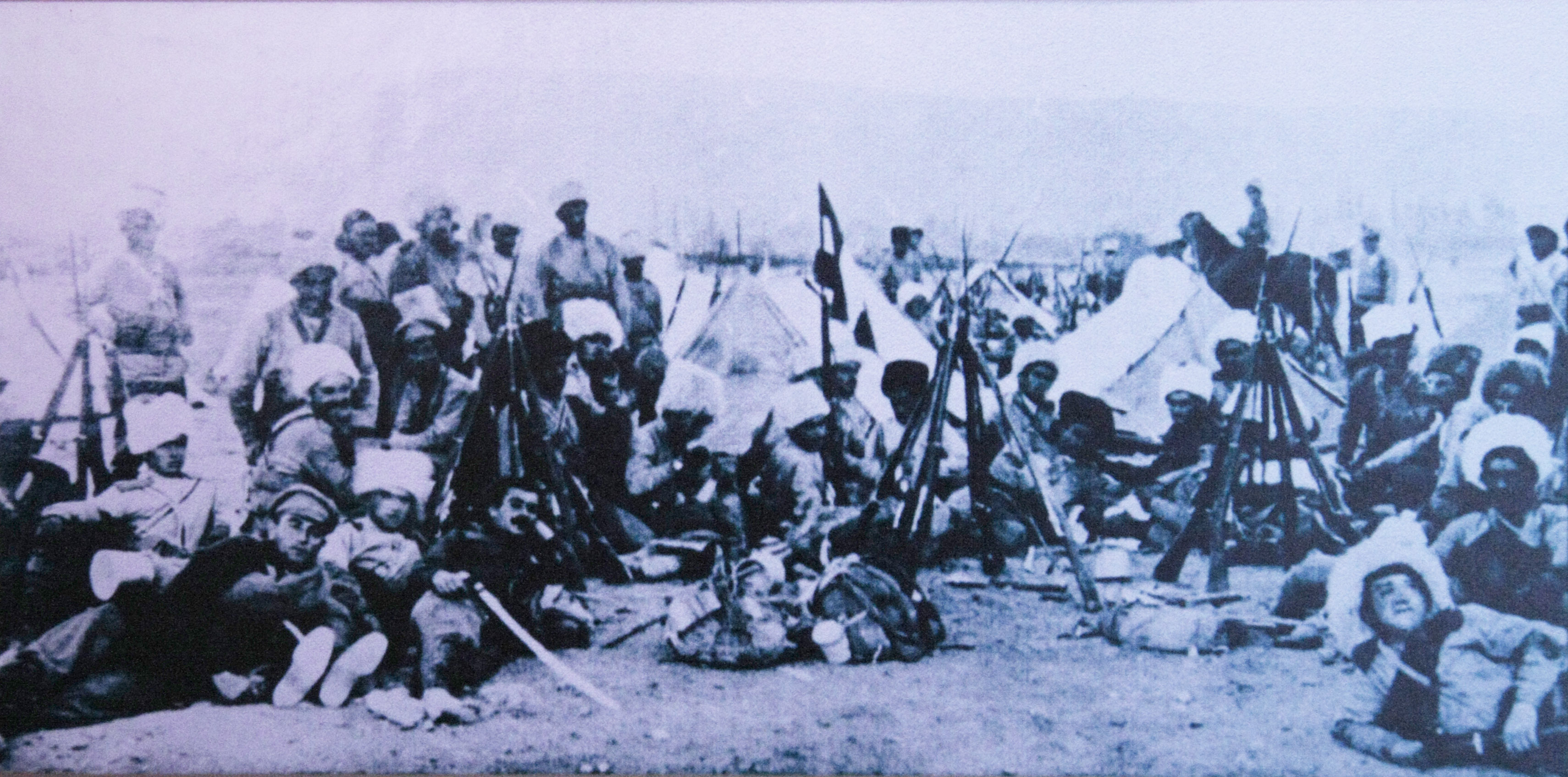
Wojska ormiańskie przed bitwą

Bitwa pod Sardarapatem (orm. Սարդարապատի ճակատամարտ, tur. Serdarabad Muharebesi) – starcie zbrojne stoczone w dniach 21–24 maja 1918 roku na froncie kaukaski, w czasie I wojny światowej między wojskami Imperium Osmańskiego a ormiańskimi ochotnikami. Zwycięstwo Ormian doprowadziło Turków pod podpisania traktat w Batumi, który powstrzymał turecką agresję na ziemie ormiańskie należące wcześniej do Imperium Rosyjskiego i umożliwiło ustanowienie Demokratycznej Republiki Armenii.

## Tło
Po wycofaniu się z wojny bolszewickiej Rosji na mocy traktatu brzeskiego rząd osmański nie poprzestał na odzyskaniu miast podbitych przez Imperium Rosyjskie w XIX wieku, takich jak Erzurum, Erzincan, Muş, Bitlis i Trabzon, lecz postanowił także wkroczyć na ziemie etnicznie ormiańskie należące wcześniej do Rosji. Dalsze posuwanie się tureckiej armii w głąb rosyjskiej Armenii z Erywaniem na czele groziło kolejnymi masakrami ludności ormiańskiej. Turcy konsekwentnie od czasów rzezi Ormian z 1915 roku na terenach przez siebie opanowanych prowadzili prowadzili rzezie miejscowej ludności ormiańskiej oraz uchodźców, którzy w rosyjskiej Armenii szukali schronienia.

## Bitwa
W kierunku zachodniej Armenii została wysłana 3 Armia, której zadaniem było opanowanie terenów zajmowanych przez połączone siły rosyjsko-ormiańskie. Osmańska armia uderzyła w trzech miejscach, aby przedostać się do Armenii. Po zdobyciu Aleksandropola Turcy skierowali się do doliny Araratu – historycznego serca Armenii. Jednak pod Sardarapatem spotkali się ze zdecydowaną obroną Ormian dowodzonych przez Mowsesa Silikiana. W wyniku trzydniowej bitwy Turcy musieli się wycofać, co uratowało Erywań i duchową stolicę Armenii Eczmiadzyn przed zniszczeniem. Po tym zwycięstwie, 28 maja została proklamowana Demokratyczna Republika Armenii.

## Znaczenie bitwy
Ponieważ Sardarabad leży zaledwie ok. 40 km na zachód od stolicy Erywania, bitwa nie tylko powstrzymała postępy armii Imperium Osmańskiego na resztę ziem ormiańskich, ale także przypuszczalnie zapobiegła całkowitemu zniszczeniu narodu ormiańskiego.
Jak ujął to historyk Christopher J. Walker, gdyby Ormianie przegrali tę bitwę, jest całkiem możliwe, że słowo Armenia oznaczałoby dziś jedynie starożytny termin geograficzny.